# فغيش أوف غوبينغن
فغيش أوف غوبينغن هو نادي كرة يد في ألمانيا تأسس في سنة 1896. يلعب في الدوري الألماني لكرة اليد. تبلغ سعة ملعبه 5600 متفرجا.